# Lipawa (rejon)
Lipawa (łot. Liepājas rajons) – rejon w zachodniej Łotwie, funkcjonujący w latach 1949–2009.
Rejon graniczył z Litwą oraz z rejonami: Kuldyga, Saldus, Windawa i miastem wydzielonym Lipawa.
Zniesiony 30 czerwca 2009, w ramach reformy administracyjnej.